# 25-я пехотная дивизия (Российская империя)

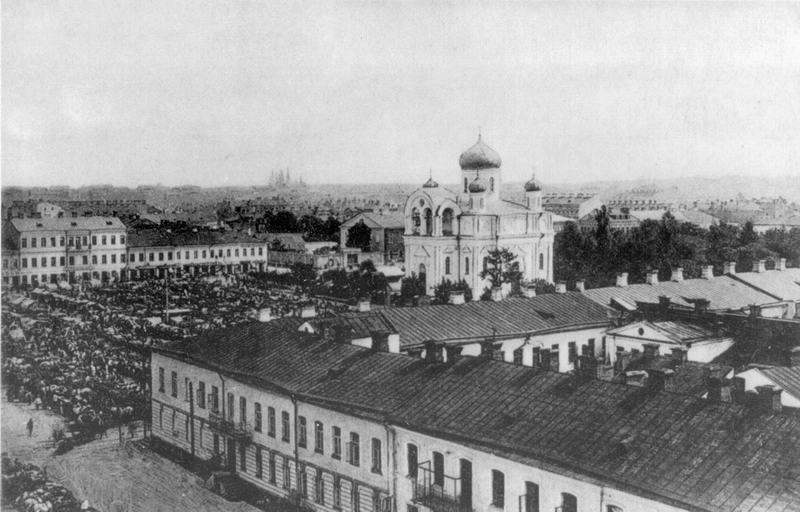
Двинск, вид на центр города (Новый Форштадт) в начале XX века.

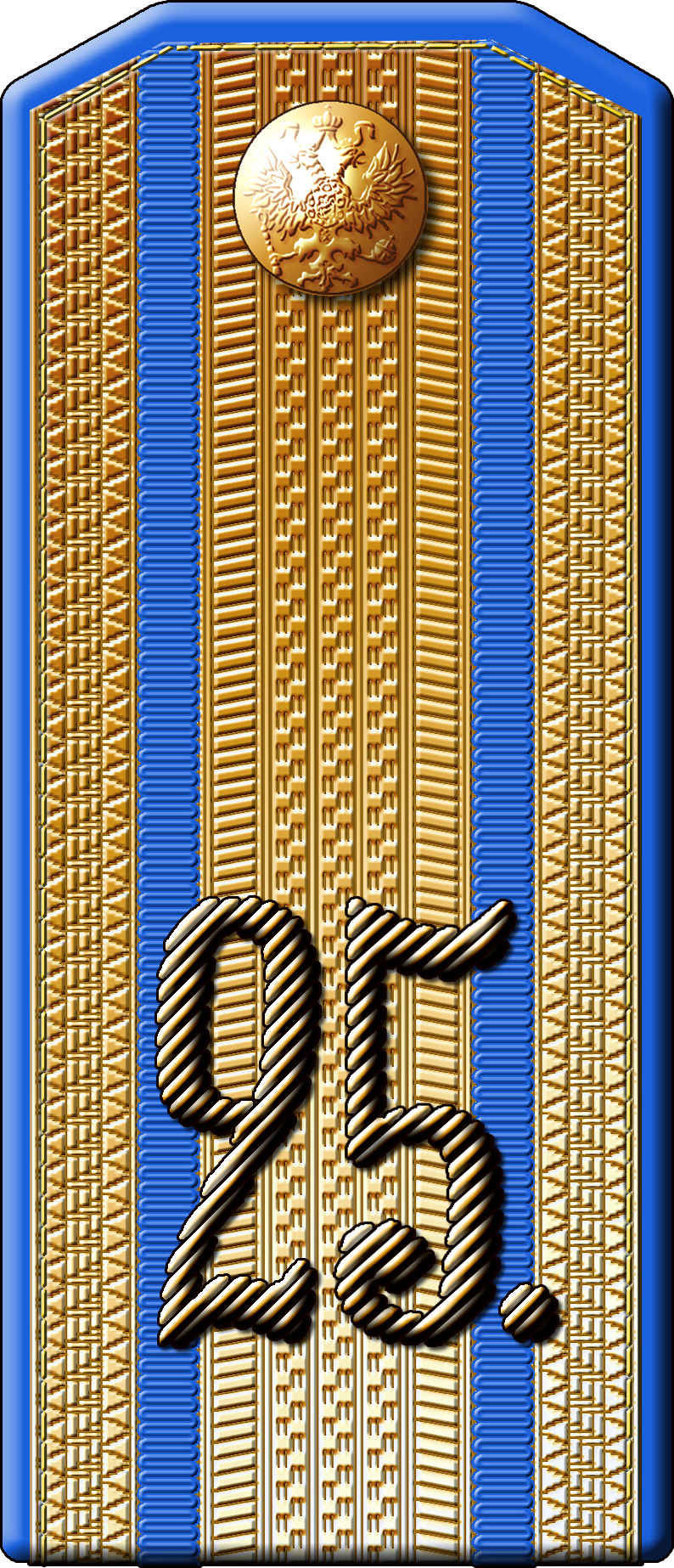
Погон чина «Полковника» 1904г.

25-я пехотная дивизия — пехотное соединение в составе Русской императорской армии. Штаб дивизии: Двинск. Входила в 3-й армейский корпус.
Ранее с 1811 по 1820 гг. это же наименование носила другая пехотная дивизия, которая в 1811 - 1812 гг. входила в состав Финляндского корпуса.

## История дивизии
Сформирована Высочайшим приказом 13 августа 1863 года в числе 12 пехотных дивизий (с 23-й по 34-ю) (на формирование которых были обращены полки упразднённых 1-й, 2-й, 3-й и 5-й резервных пехотных дивизий) со временным оставлением в подчинении начальнику резервов армейской пехоты. Управление дивизии было сформировано на основе управления упразднённой 2-й резервной пехотной дивизии.

### Формирование
- 1863—1918 — 25-я пехотная дивизия

### Боевые действия
Дивизия - активная участница Первой мировой войны, в частности, операции у Воли Шидловской в январе 1915 г., Виленской операции в августе - сентябре 1915 г., Нарочской операции в марте 1916 г.
- 15.07.1917 — Приказом Верховного Главнокомандующего А. А. Брусилова № 634 25-й пехотной дивизии 3-го армейского корпуса присвоено наименование «Часть смерти с почётным правом умереть за Родину» .

## Состав дивизии
- 1-я бригада (Двинск)

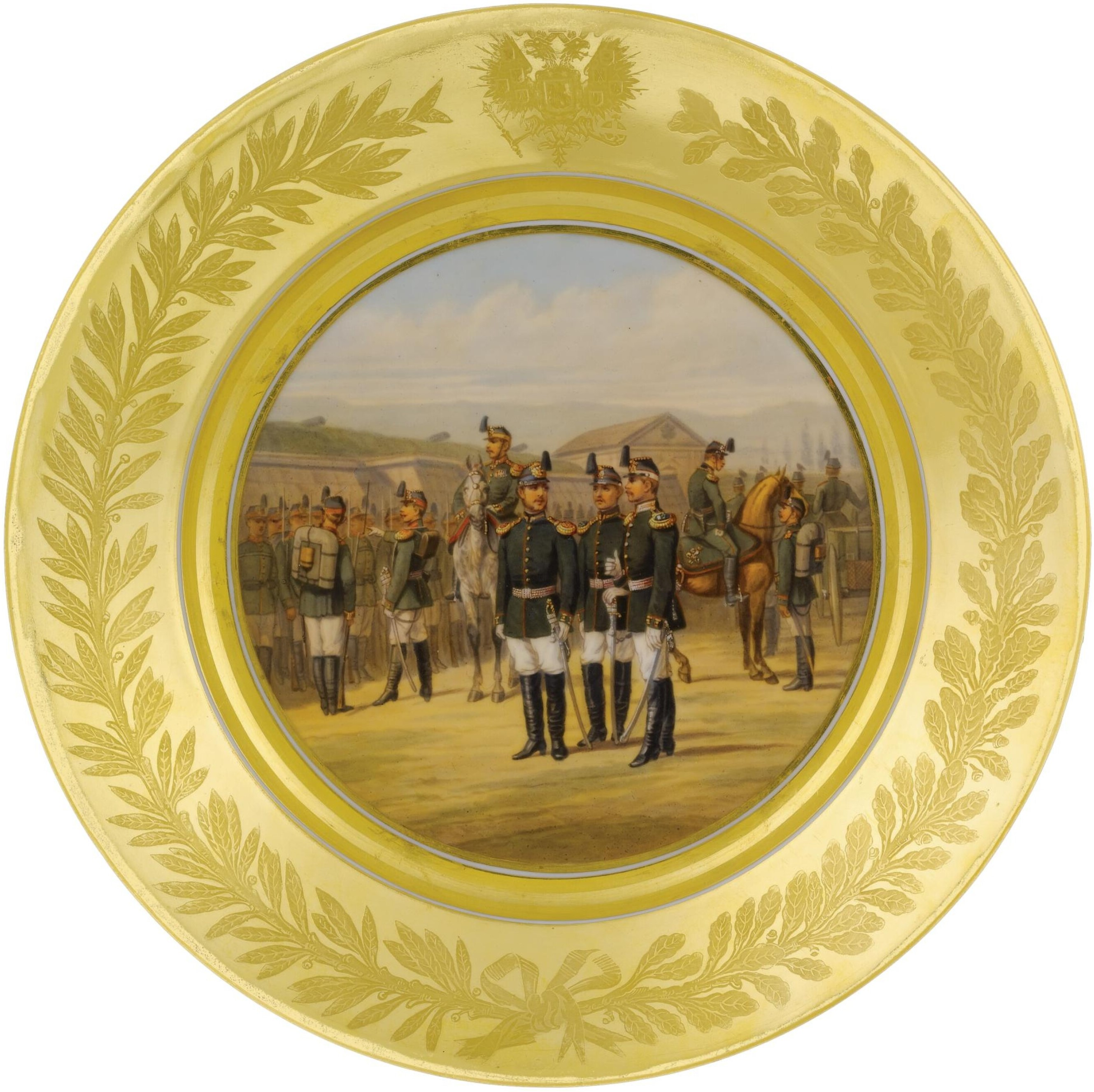
Военнослужащие 25-й пехотной дивизии, 1886 г.

  - 97-й пехотный Лифляндский генерал-фельдмаршала графа Шереметева полк
  - 98-й пехотный Юрьевский полк
- 2-я бригада (Двинск)
  - 99-й пехотный Ивангородский полк
  - 100-й пехотный Островский полк
- 25-я артиллерийская бригада (Двинск)

## Командование дивизии
(Командующий в дореволюционной терминологии означал временно исполняющего обязанности начальника или командира. Должности начальника дивизии соответствовал чин генерал-лейтенанта, и при назначении на эту должность генерал-майоров они оставались командующими до момента своего производства в генерал-лейтенанты).

### Начальники дивизии
- 15.08.1863 — 20.12.1864 — генерал-лейтенант Бабкин, Григорий Данилович
- 20.12.1864 — 24.05.1865 — командующий генерал-майор Лихутин, Михаил Доримедонтович
- 24.05.1865 — 19.02.1877 — генерал-майор (с 30.08.1865 генерал-лейтенант) Самсонов, Гавриил Петрович
- 22.02.1877 — 05.04.1878 — генерал-майор (с 01.01.1878 генерал-лейтенант) Кузьмин, Илья Александрович
- 05.04.1878 — 23.01.1883[6] — генерал-майор (с 30.08.1881 генерал-лейтенант) Иолшин, Михаил Александрович
- 18.02.1883 — 16.03.1883 — генерал-лейтенант Троцкий, Виталий Николаевич
- 22.03.1883 — 06.07.1885 — генерал-лейтенант Рерберг, Пётр Фёдорович
- 16.07.1885 — 28.08.1888[7] — генерал-лейтенант Поль, Александр Петрович
- 29.09.1888 — 29.05.1891 — генерал-лейтенант Офросимов, Евфимий Яковлевич
- 17.06.1891 — 31.03.1896 — генерал-лейтенант Турбин, Николай Матвеевич
- 08.04.1896 — 27.09.1901 — генерал-майор (с 14.05.1896 генерал-лейтенант) барон Остен-Дризен, Николай Фёдорович
- 13.10.1901 — 02.08.1906 — генерал-лейтенант Пневский, Вячеслав Иванович
- 16.08.1906 — 07.11.1907 — генерал-майор (с 22.04.1907 генерал-лейтенант) Пельцер, Иван Карлович
- 07.11.1907 — 02.05.1910 — генерал-лейтенант Муфель, Владимир Николаевич
- 02.05.1910 — 22.09.1911 — генерал-лейтенант Саввич, Павел Сергеевич
- 12.10.1911 — 06.12.1914 — генерал-лейтенант Булгаков, Павел Ильич
- 18.01.1915 — 23.09.1915 — командующий генерал-майор Соковнин, Михаил Алексеевич
- 17.10.1915 — 07.11.1917[8] — генерал-майор (с 22.08.1917 генерал-лейтенант) Филимонов, Николай Григорьевич

### Начальники штаба дивизии
- 30.08.1863 — 21.03.1866 — полковник Афанасьев, Дмитрий Фёдорович
- 21.03.1866 — хх.хх.1867 — подполковник Парфёнов, Александр Демидович
- хх.хх.1867 — ранее 20.11.1870 — подполковник (с 31.03.1868 полковник) Драгат, Людомир Иосифович
- ранее 07.01.1871 — 13.11.1877 — подполковник (с 28.03.1871 полковник) Мягков, Иван Васильевич
- 14.12.1877 — 07.01.1886 — полковник Сюннерберг, Георгий Фёдорович
- 07.02.1886 — 03.07.1889 — полковник Паруцкий, Василий Игнатьевич
- 14.07.1889 — 06.11.1896 — полковник Нечаев, Николай Иванович
- 22.11.1896 — 24.02.1900 — полковник Зегелов, Александр Александрович
- 05.04.1900 — 24.03.1904 — полковник Борисов, Вячеслав Евстафьевич
- 24.03.1904 — 29.07.1904 — полковник Калачов, Николай Христофорович
- 28.09.1904 — 23.05.1905 — полковник Геништа, Владимир Иванович
- 03.09.1905 — 04.07.1914 — подполковник (с 22.04.1907 полковник) Сокальский, Иван Алексеевич
- 09.09.1914 — 06.08.1915 — полковник Романовский, Иван Павлович
- 15.08.1915 — 09.04.1916 — полковник Плеханов, Сергей Николаевич
- 27.11.1916 — 15.10.1917 — подполковник (с 06.12.1916 полковник)  Витковский, Константин Константинович
- 26.10.1917 — хх.хх.хххх — и.д. подполковник Реут, Алексей Иванович

### Командиры 1-й бригады
Должности бригадных командиров в пехотных и кавалерийских дивизиях на момент формирования 25-й пехотной дивизии в 1863 г. были упразднены. Они были восстановлены 30.08.1873.
После начала Первой мировой войны в дивизии была оставлена должность только одного бригадного командира, именовавшегося командиром бригады 25-й пехотной дивизии.
- 30.08.1873 — 15.09.1873 — генерал-майор барон Фитингоф, Николай Адамович
- 15.09.1873 — 31.07.1877 — генерал-майор Мясковский, Август Иванович
- 31.07.1877 — 02.10.1889 — генерал-майор Соколовский, Франц Касперович
- 08.10.1889 — 12.04.1892 — генерал-майор Максимов, Иван Иванович
- 19.04.1892 — 26.05.1893 — генерал-майор Гарновский, Пётр (Пётр-Павел) Иосифович
- 31.05.1893 — 19.09.1898 — генерал-майор Шахназаров, Никита Григорьевич
- 24.09.1898 — 30.10.1904 — генерал-майор Люце, Алексей Фёдорович
- 03.11.1904 — 18.07.1905 — генерал-майор Клей, Казимир (Казимир-Александр) Иванович
- 18.07.1905 — 12.05.1910 — полковник (с 06.12.1905 генерал-майор) Лаврентьев, Антон Дмитриевич
- 12.05.1910 — 12.02.1913 — генерал-майор Палибин, Пётр Павлович
- 17.02.1913 — 08.02.1915 — генерал-майор Джонсон, Герберт Георгиевич
- 03.04.1915 — 08.05.1915 — генерал-майор Лохвицкий, Николай Александрович
- 08.05.1915 — 26.05.1917 — генерал-майор Брейкш, Пётр Романович
- 26.05.1917 — 02.06.1917 — полковник Бруевич, Степан Иванович
- 02.06.1917 — хх.хх.хххх — полковник (с 23.09.1917 генерал-майор) Лялин, Николай Михайлович

### Командиры 2-й бригады
- 30.08.1873 — 21.03.1881 — генерал-майор Игельстром, Генрих Густавович
- 24.03.1881 — 10.08.1886 — генерал-майор Больдт, Фёдор Егорович
- 28.08.1886 — 11.10.1887 — генерал-майор Мольский, Виталий Константинович
- 21.10.1887 — 23.09.1890 — генерал-майор Бармин, Александр Савельевич
- 03.10.1890 — 08.04.1896 — генерал-майор барон Остен-Дризен, Николай Фёдорович
- 02.05.1896 — 06.07.1900 — генерал-майор Ларионов, Александр Александрович
- 18.07.1900 — 04.09.1903 — генерал-майор Михайлов, Милий Кондратьевич
- 11.09.1903 — 03.02.1905 — генерал-майор Луганин, Александр Иванович
- 18.07.1905 — 12.06.1912 — генерал-майор Астанин, Пётр Фёдорович
- 21.06.1912 — 19.07.1914 — генерал-майор Орлов, Александр Васильевич

### Помощники начальника дивизии
Помощники начальника дивизии фактически являлись бригадными командирами. 30 августа 1873 года должность упразднена.
- 15.08.1863 — 16.10.1863 — генерал-майор Головачевский, Егор Дмитриевич
- 16.10.1863 — 10.01.1873 — генерал-майор Храповицкий, Казимир Михайлович
- 25.01.1873 — 30.08.1873[9] — генерал-майор барон Фитингоф, Николай Адамович

### Командиры 25-й артиллерийской бригады
Бригада сформирована 3 ноября 1863 года.
До 1875 г. должности командира артиллерийской бригады соответствовал чин полковника, а с 17 августа 1875 г. - чин генерал-майора.
- 02.12.1863 — 13.01.1877 — полковник (с 20.05.1868 генерал-майор) Грумм-Гржимайло, Пётр Моисеевич
- 13.01.1877 — 21.05.1881 — полковник (с 01.01.1878 генерал-майор) Есаулов, Павел Петрович
- до 01.08.1881 — хх.08.1882 — генерал-майор Седлецкий, Иван Борисович
- 08.08.1882 — 04.12.1888 — генерал-майор Есаулов, Павел Петрович (во 2-й раз)
- 04.12.1888 — 01.02.1894[7] — генерал-майор фон Котен, Фридрих Фридрихович
- 26.02.1894 — 04.06.1899 — генерал-майор Энгельке, Александр Петрович
- 11.08.1900 — до 28.05.1903[12] — полковник (с 01.04.1901 генерал-майор) Слепушкин, Владимир Тарасович
- 05.06.1903 — 24.10.1904 — полковник (с 06.12.1903 генерал-майор) Пузырёв, Пётр Иванович
- 17.11.1904 — 21.11.1907 — полковник (с 17.04.1905 генерал-майор) Потоцкий, Павел Платонович
- 21.11.1907 — 15.04.1910 — генерал-майор Мельницкий, Пётр Дмитриевич
- 27.04.1910 — 20.11.1913 — генерал-майор Чепурнов, Григорий Фёдорович
- 19.01.1914 — 10.10.1916 — генерал-майор Иванов, Владимир Васильевич
- 10.10.1916 — 17.03.1917 — полковник (с 01.02.1917 генерал-майор) Некрасов, Александр Михайлович
- 17.03.1917 — хх.хх.хххх — командующий полковник Куницкий, Николай Николаевич